# Sorapagus catalaunicus
Sorapagus catalaunicus is een rechtvleugelig insect uit de familie van de sabelsprinkhanen (Tettigoniidae). De wetenschappelijke naam van deze soort is voor het eerst voorgesteld als Ephippigera catalaunica door Ignacio Bolívar in een publicatie uit 1898.
Deze soort komt in de centrale en oostelijke Pyreneeën, van Boltaña in Huesca tot aan Montagut i Oix in Girona met inbegrip van de Montserrat en een klein deel van Zuid-Frankrijk (Vallespir en de vallei van de Têt).